# Höhere Technische Lehranstalt
Eine Höhere Technische Lehranstalt (HTL) ist in Österreich eine berufsbildende höhere Schule mit technischen, gewerblichen und kunstgewerblichen Ausbildungsschwerpunkten. Als Oberbegriff steht sie für entweder
- Höhere Technische Lehranstalt (HTL, HTLA),
- Höhere Technische Bundeslehranstalt (HTBL, HTBLA) oder
- Höhere Technische Bundeslehr- und Versuchsanstalt (HTBLVA, HTBLuVA).

Typische Fachrichtungen (Ausbildungsbereiche) sind Bau–Holz, Chemie, Elektrotechnik–Elektronik, Maschinenbau und Textil. Insgesamt gibt es in Österreich 75 HTLs (Stand 2016). Eine nahezu vollständige Auflistung ergibt sich aus der untenstehenden Liste der Höheren Technischen Lehranstalten.

## Bildungssystem und -anliegen

### Ausbildungsformen
An Höheren Technische Lehranstalten werden typischerweise drei Ausbildungsformen angeboten:
- Die Normalform der Höheren Abteilungen wird in der Regel nach der achten Schulstufe besucht. Die fünfjährige Ausbildung schließt mit der Reife- und Diplomprüfung ab. Nach drei Jahren ingenieurmäßiger Berufspraxis kann auf Antrag die Qualifikationsbezeichnung Ingenieur (Ing.) verliehen werden. Die Reifeprüfung berechtigt zum Studium an allen Hochschulen und entspricht dem ISCED-Level 5.[3]
- Die Fachschulen sind meist vierjährige Lehrgänge der berufsbildenden mittleren Schule, die ebenfalls in der Regel nach Absolvierung der achten Schulstufe besucht werden. Nach dem Verfassen einer Technikerarbeit schließt diese Ausbildungsform mit einer Abschlussprüfung ab. Die Abschlussprüfung erlaubt reglementierte Berufsberechtigungen und Gewerbeberechtigungen nach zweijähriger Berufspraxis. Die Ausbildung entspricht dem ISCED-Level 3.[3] Als Zusatz kann eine Berufsreifeprüfung abgelegt werden. Die Berufsreifeprüfung berechtigt zum Studium an Fachhochschulen und Universitäten. Eine Besonderheit stellen die Fachschulen für Kunsthandwerk und Design dar, diese sind historisch bedingt (Gewerbe- oder/und Kunstgewerbeschulen) an den Technischen Lehranstalten in meist eigenen Abteilungen organisiert.
- Postsekundäre Sonderformen der HTL werden für Personen mit Lehrabschluss, Meisterprüfung oder Matura in Tagesform oder der berufsbegleitenden Abendform geführt. Dazu gehören Kollegs und Meisterschulen (Meisterklassen). Die Ausbildungsdauer ist nach Vorbildung gestaffelt. Kollegs dauern acht Semester für Personen mit einschlägigem Lehrabschluss, sechs Semester für Personen mit Fachschulabschluss, Meisterprüfung, vier Semester für Maturanten. Meisterschulen dauern, je nach angestrebter beruflicher Qualifikation (wie Meister, Polier oder einem anderen Berufszeugnis) 1–4 Semester. Alle diese Formen werden meist schulisch und als Abendschule oder im Kurssystemen blockweise als berufsbegleitende Weiterbildung angeboten. Die Ausbildung entspricht dem ISCED-Level 5.[3]

### Ausbildungsbereiche

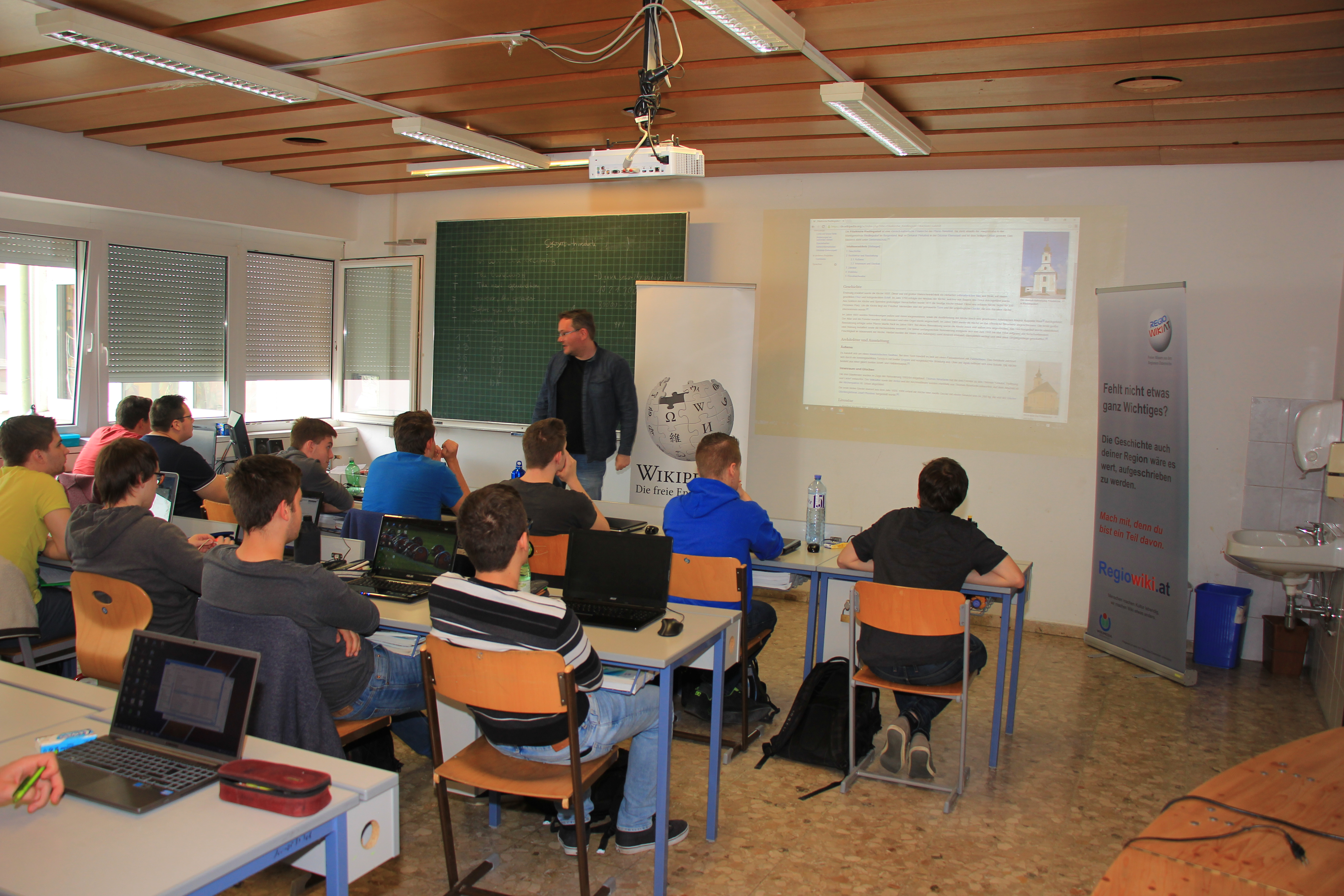
Edithathon an der HTL Pinkafeld mit Vertretern von Wikimedia Austria

Typische Fachrichtungen sind: Betriebstechnik, Bautechnik, Holztechnologie, Elektronik, Elektrotechnik, Nachrichtentechnik, Informationstechnologie, Informatik, Maschinenbau, Mechatronik, Agrartechnik, Bergbau, Chemie, Wirtschaftsingenieurwesen, Textiltechnologie und Kunststofftechnik.
Daneben wird der gesamte allgemeinbildende Stoff zur Matura angeboten, meist in angewandten Formen (Fokus auf fachsprachliches Englisch, angewandte Mathematik).

### Relation zu Hochschulen
Anders als in der Schweiz wurde die HTL nicht in die Fachhochschule überführt. Das für die österreichische Wirtschaft sehr erfolgreiche und in Europa einzigartige Ausbildungsmodell „HTL“ sollte beibehalten werden. Mit gesetzlicher Einrichtung der Fachhochschulen wurde übergangsweise bis 2006 für HTL-Absolventen die Möglichkeit geschaffen, die Bezeichnung „Dipl.-HTL-Ing.“ zu erlangen: dazu war eine sechsjährige einschlägige Berufspraxis, die Abfassung einer schriftlichen Arbeit sowie die Ablegung einer kommissionellen Prüfung vor einem Sachverständigenkollegium erforderlich. Mit dieser Regelung sollte HTL-Absolventen die Möglichkeit gegeben werden, vor flächendeckender Verfügbarkeit von FHs einen höherwertigen Abschluss zu erlangen, der ihre Ausbildung berücksichtigt.
Der HTL-Ingenieur ist dem Bachelor gleichgestellt, beide werden durch den nationalen Qualifikationsrahmen der Qualifikationsstufe 6 zugeteilt.
Für HTL-Absolventen werden daher berufsbegleitend Weiterbildungsstudien an Fachhochschulen angeboten, wobei von zwei bis vier Semester auf das Studium angerechnet werden können. Auch an den Universitäten in Österreich wird fallweise eine einschlägige HTL-Vorbildung anerkannt, generell jedoch in viel geringerem Ausmaß.

### Relation zum Wirtschaftsleben
Die HTLs werden wirtschaftsnah geführt, die technischen Unterrichtsfächer haben einen hohen Praxisbezug und die Schüler besitzen einen Berufsabschluss. Die praktischen schulischen Arbeiten und vorgeschriebenen Ferialpraktika erfolgen meist in direkter Zusammenarbeit beziehungsweise in Auftrag der örtlichen Wirtschaft, und dem Berufsalltag entsprechender Kundenkontakt, Präsentation und Durchführung einer praktischen Arbeit ist das vorrangige Bildungsziel und Benotungsgrundlage. 

### Versuchsanstalten an höheren technischen Lehranstalten (HTLVA)
Eine HTL mit angeschlossener Versuchsanstalt wird als HT(B)L(u)VA geführt. Diese Einrichtungen betreiben neben Lehre auch Forschung und Entwicklung, Normung und Begutachtung.
Diese enge Verknüpfung von Forschung und Entwicklung, Berufsausbildung, und wissenschaftlicher Dienstleistung unter einem Dach fördert eine schulische Ausbildung, die der aktuellen Lage der Wirtschaft entspricht. Die meisten dieser Anstalten beruhen auf noch kaiserzeitlicher Tradition und sind aus den frühen polytechnischen Schulen hervorgegangen, wo ein Lehrforschungsinstitut (Ingenieursschule) auch im Schulbereich einschlägige Vorbildung anbieten wollte. Hier geht in den letzten Jahren der Trend noch weiter zur Zusammenlegung staatlicher beziehungsweise länderfinanzierten Forschungseinrichtungen und Schulen zu Kompetenzzentren.

## Liste der Höheren Technischen Lehranstalten

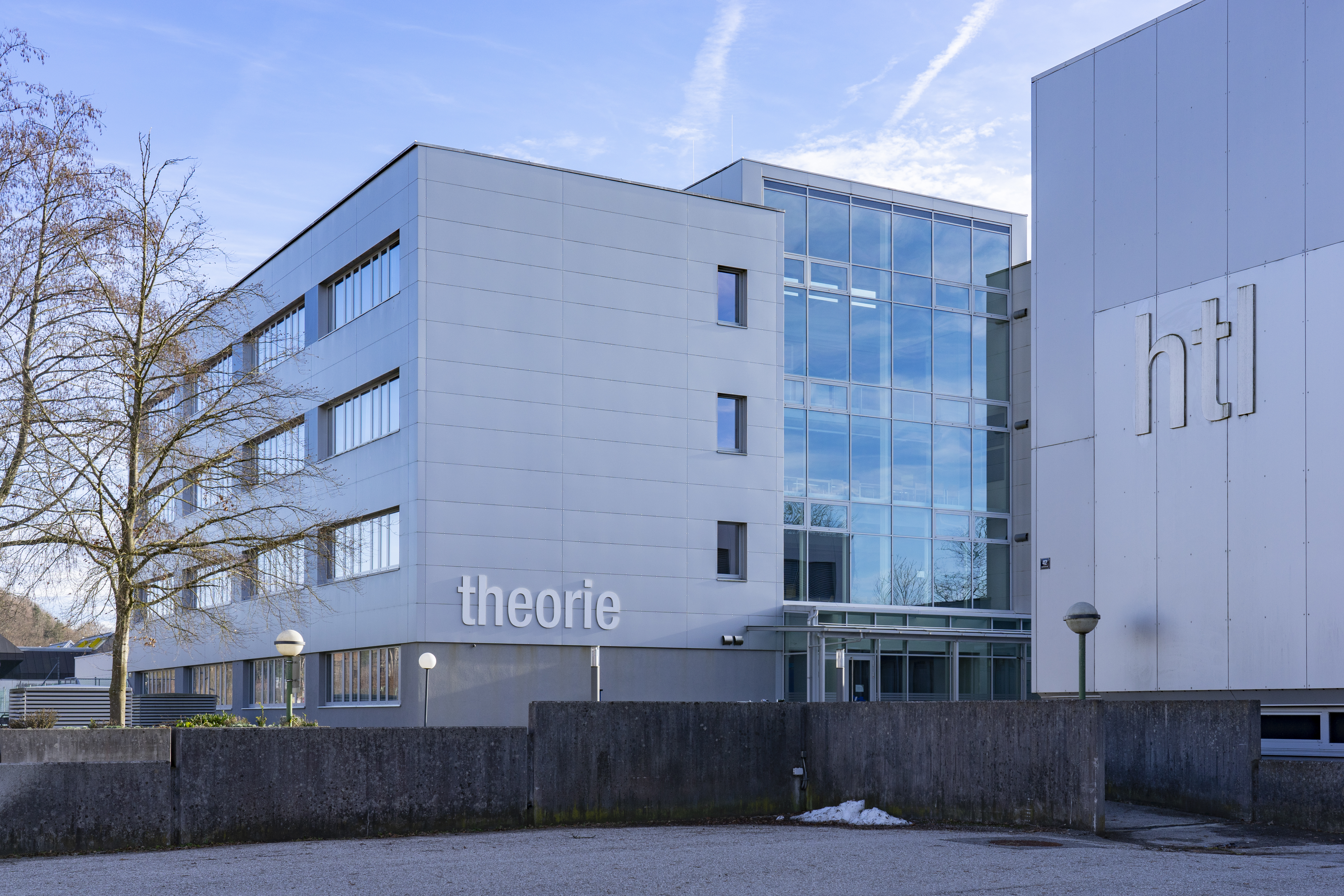
Eingangsbereich der HTL Vöcklabruck

Die größte HTL Österreichs befindet sich in Mödling. Mit 3.500 Schülern ist sie gleichzeitig die größte Schule Europas. Die älteste berufsbildende Schule Österreichs ist die HTBLuVA Wien 5 Spengergasse. Sie wurde 1758 von Maria Theresia gegründet. Die Schulen unterstehen üblicherweise der Bildungsdirektion, vier der hier angeführten Anstalten haben aus historischen Gründen und wegen ihrer Einmaligkeit den Status einer Technischen und Gewerblichen Lehranstalt (TGLA) und unterstehen direkt dem Ministerium.
In den letzten Jahrzehnten wurden innerhalb von Wien manche HTLs neu geschaffen, einige wurden übersiedelt bzw. geteilt. Da das Namenskonzept HTL Wien [I, III, IV usw.] war, mussten auch die Namen angepasst werden. Weiters wurde dazu übergegangen, entweder den Schulen überhaupt sprechende Namen zu geben, oder, so überhaupt weiterhin der Bezirk in der Bezeichnung verblieben ist, diesen statt in römischen in arabischen Ziffern beizusetzen oder den Bezirk als Bezirksname auszuschreiben. (In der Tabelle ist deshalb bei den Wiener HTLs der frühere Name in Klammer angegeben.)
| Name | Bundesland        | Ort                        | Abteilungen | Schüler |
| --- | ----------------- | -------------------------- | --- | ------- |
| HTBLA Eisenstadt | Burgenland        | Eisenstadt                 | Maschinenbau, Mechatronik, Flugtechnik, Werkstoffingenieurwesen; Fachschule Maschinenbau | 1000    |
| HTBLuVA Pinkafeld                                                                                                   | Burgenland        | Pinkafeld                  | Bautechnik, Computer- & Leittechnik, Informatik (seit Schuljahr 2010/2011, zuvor EDV & Organisation), Maschineningenieurwesen, Fachschulen für Bautechnik und Maschinenbau (4-jährig), Kolleg Facility Management (Technische Gebäudeausrüstung, 2-jährig), Kolleg Informatik (2-jährig) | 1400    |
| HTL1 Lastenstraße Klagenfurt                                                                                        | Kärnten           | Klagenfurt                 | Maschineningenieurswesen, Fahrzeugtechnik und Motorenbau, Mechatronik, Elektrotechnik, Fachschulen für Mechatronik und Elektrotechnik | 1100    |
| HTL Mössingerstraße, Klagenfurt                                                                                     | Kärnten           | Klagenfurt                 | Telekommunikation, Elektronik u. Technische Informatik, Biomedizinische Technik, Energietechnik u. Industrielle Elektronik, Informationstechnik und Fachschulen für Computer- und Kommunikationstechnik | 1150    |
| HTBLuVA Villach | Kärnten           | Villach                    | Hochbau, Tiefbau, Innenraumgestaltung und Holztechnik, Informatik bzw. Informatik und Management, Informationstechnologie mit den Ausbildungsschwerpunkten Netzwerktechnik und Cybersecurity sowie Internet- und Medientechnik; Baustoffprüfstelle | 1450    |
| HTBLuVA Ferlach | Kärnten           | Ferlach                    | Fertigungstechnik, Industriedesign, Schmuck & Gravur, Waffentechnik | 600     |
| HTL Wolfsberg | Kärnten           | Wolfsberg                  | Betriebsinformatik, Betriebsmanagement, Automatisierungstechnik, Mechatronik/Kunststofftechnik | 500     |
| HTBL Krems | Niederösterreich  | Krems und Zwettl           | Standort Krems: Hochbau, Tiefbau, Revitalisierung/Stadterneuerung, Informationstechnologie, Fachschule für Bautechnik, Kolleg für Revitalisierung/Stadterneuerung Standort Zwettl: Informationstechnologie | 900     |
| HTL Waidhofen an der Ybbs                                                                                           | Niederösterreich  | Waidhofen/Ybbs             | Maschinenbau, Elektrotechnik, Informationstechnologie, Wirtschaftsingenieurwesen; Fachschulen für Mechatronik; Aufbaulehrgang und Kolleg für Mechatronik; sportlicher Schwerpunkt Fußball; VA Maschinenbau, Materialprüfung und EMV Messung | 800     |
| HTBLuVA St. Pölten                                                                                                  | Niederösterreich  | St. Pölten                 | Elektronik und Technische Informatik, Elektronik, Informatik, Maschinenbau, Wirtschaftsingenieurwesen | 2000    |
| HTBLuVA Wiener Neustadt                                                                                             | Niederösterreich  | Wiener Neustadt            | Maschinenbau-Automatisierungstechnik, Elektrotechnik, Informationstechnik, Hochbau, EDV und Organisation; VA Bautechnik | 1300    |
| HTL Baden Malerschule Leesdorf                                                                                      | Niederösterreich  | Baden bei Wien             | Fachschule für Malerei und Gestaltung, Kolleg für Bautechnik (Privatschule, mit Internat) | 250     |
| HTL Hollabrunn | Niederösterreich  | Hollabrunn                 | Elektronik und Technische Informatik, Informationstechnologie, Elektrotechnik, Maschinenbau, Wirtschaftsingenieurwesen | 1250    |
| HTL für Lebensmitteltechnologie Hollabrunn                                                                          | Niederösterreich  | Hollabrunn                 | Lebensmitteltechnologie – Lebensmittelsicherheit (Privatschule) | 140     |
| IT-HTL Ybbs | Niederösterreich  | Ybbs an der Donau          | Medientechnik/-design und Web Development, Netzwerktechnik und Cybersecurity | 300     |
| HTL Mistelbach | Niederösterreich  | Mistelbach und Zistersdorf | Standort Mistelbach: Biomedizin- und Gesundheitstechnik (entspricht Elektronik-HTL); Standort Zistersdorf: Gebäudetechnik (entspricht Maschinenbau-HTL) | 300     |
| HTBLuVA Mödling | Niederösterreich  | Mödling                    | Hochbau, Tiefbau, Umwelttechnik, Elektronik, Elektrotechnik, Fahrzeugtechnik, Holztechnik, Innenraumgestaltung, Maschineningenieurwesen, Mechatronik, Wirtschaftsingenieurwesen; VA Bautechnik, Baustoffe und Straßenbau; VA Holzindustrie | 3500    |
| HBLFA Wieselburg (Francisco-Josephinum)                                                                             | Niederösterreich  | Wieselburg                 | Landwirtschaft, Landtechnik, Lebensmitteltechnologie | 850     |
| HTL Karlstein | Niederösterreich  | Karlstein an der Thaya     | Mechatronik, Fachschule für Mikroelektronik, Fach- und Berufsschule für Uhrmacher |         |
| HTL Innviertel-Nord Andorf                                                                                          | Oberösterreich    | Andorf                     | Höhere Lehranstalt für Kunststoff- und Umwelttechnik, Produktdesign; Fachschule für Maschinenbau | 250     |
| HTL Bau und Design Linz                                                                                             | Oberösterreich    | Linz                       | Höhere Lehranstalt für Bautechnik, Grafik- und Kommunikationsdesign, Medien – Multimedia; Fachschule für Bautechnik; Bauhandwerkerschule für Maurerei, Zimmerei; Meisterschule für Kommunikationsdesign; Kollegs für Grafik- und Kommunikationsdesign, Innenarchitektur und Holztechnik, Bautechnik | 2100    |
| HTL Linz 2 Linzer Technikum – LiTEC                                                                                 | Oberösterreich    | Linz                       | Höhere Lehranstalt für Elektrotechnik, Informationstechnologie, Maschinenbau, Mechatronik; Fachschule für Elektrotechnik, Maschinenbau; Kolleg für Elektrotechnik | 1700    |
| HTL Steyr | Oberösterreich    | Steyr                      | Höhere Lehranstalt für Elektrotechnik und Technische Informatik, Informationstechnologie, Art and Design, Maschinenbau, Mechatronik; Fachschule für Fahrzeugtechnik | 1050    |
| HTL Wels | Oberösterreich    | Wels                       | Höhere Lehranstalt für Chemie, Elektrotechnik, Informationstechnologie, Maschinenbau, Mechatronik; Fachschule für Chemie, Elektrotechnik; Kollegs für Chemie, Mechatronik | 1700    |
| HTL für Lebensmitteltechnologie Wels                                                                                | Oberösterreich    | Wels                       | Höhere Lehranstalt für Lebensmitteltechnologie, Biotechnologie; Meisterschule für Müller, Bäcker und Konditoren | 150     |
| HTL Braunau | Oberösterreich    | Braunau am Inn             | Höhere Lehranstalt für Elektronik und Technische Informatik (Coding und A.I., Communications, Bionik), Elektrotechnik, Mechatronik, Informationstechnologie (Cybersecurity); Fachschule für Elektronik und Technische Informatik | 1000    |
| HTL Ried | Oberösterreich    | Ried im Innkreis           | Höhere Lehranstalt für Fertigungstechnik Leichtbau, Agrar- und Umwelttechnik; Kolleg für Automatisierungstechnik | 350     |
| HTBLA Hallstatt | Oberösterreich    | Hallstatt                  | Höhere Lehranstalt für Innenarchitektur und Holztechnologien; Fachschule für Bootsbau, Bildhauerei, Instrumentenbau, Drechslerei; Meisterschule für Tischlerei, Drechslerei, Bildhauerei, Instrumentenbau | 500     |
| HTL Grieskirchen | Oberösterreich    | Grieskirchen               | Höhere Lehranstalt für Informatik, Medizininformatik | 450     |
| HTL Leonding | Oberösterreich    | Leonding                   | Höhere Lehranstalt für Elektronik, Informatik, Medientechnik, Biomedizin und Gesundheitstechnik; Fachschule für Elektronik; Kollegs für Informatik, Medientechnik | 1100    |
| HTBLA Traun | Oberösterreich    | Traun                      | Höhere Lehranstalt für Informationstechnologie; Fachschule für Informationstechnik | 320     |
| HTL Perg | Oberösterreich    | Perg                       | Höhere Lehranstalt für Informatik; Fachschule für Informationstechnik (Systemtechnik und Medientechnik) | 350     |
| HTL Neufelden | Oberösterreich    | Neufelden                  | Höhere Lehranstalt für Automatisierungstechnik, Betriebsinformatik | 400     |
| HTBLA Vöcklabruck                                                                                                   | Oberösterreich    | Vöcklabruck                | Höhere Lehranstalt für Maschinenbau, Mechatronik, Industrial Engineering and Management, Industrial Engineering and Informatics, Industriedesign, Gebäudetechnik; Fachschule für Maschinenbau; Kolleg für Maschinenbau | 1000    |
| HTBLuVA Salzburg | Salzburg          | Salzburg (Stadt)           | Grafik & Medien (Grafik- & Kommunikationsdesign, Multimedia), Kunst und Design: Interior- und Surfacedesign, Elektronik & Technische Informatik, Biomedizin- & Gesundheitstechnik, Maschinenbau(Umwelt- und Verfahrenstechnik, Anlagentechnik, Kunststofftechnik), Elektrotechnik( Energiesysteme und Industrieelektronik, Automatisierung und Antriebe)                                                                                      | 2300    |
| HTBLA Hallein | Salzburg          | Hallein                    | Betriebsmanagement, Betriebsinformatik, Maschinenbau, Produkt und Systemdesign (Ecodesign 1997 bis 2005), Bildhauer, Hochbau, Tischler, Innenraumgestaltung & Möbelbau, Holzbautechnik & Zimmerei, Steinmetz | 1100    |
| HTL Holztechnikum Kuchl                                                                                             | Salzburg          | Kuchl                      | Betriebsmanagement / Holzwirtschaft | 400     |
| HTL Saalfelden | Salzburg          | Saalfelden                 | Informatik, Elektrotechnik, Mechatronik, Hochbau, Tiefbau, Fachschulen für Informationstechnik und Bautechnik | 800     |
| HTBLuVA Graz-Gösting (BULME Graz)                                                                                   | Steiermark        | Graz                       | Elektronik-Technische Informatik, Elektronik-Telekommunikation, Multimediatechnik, Elektronik-Netzwerktechnik, Elektrotechnik-Informationstechnik/Projektmanagement, Elektrotechnik-Informationstechnik/Automatisierungstechnik, Maschineningenieurwesen-Maschinen und Anlagentechnik, Maschineningenieurwesen-Fahrzeugtechnik, Wirtschaftsingenieurwesen-Betriebsinformatik, Wirtschaftsingenieurwesen-Betriebsmanagement / Sport / Logistik | 2800    |
| HTBLuVA Graz-Gösting – Dislozierung Deutschlandsberg (BULME Deutschlandsberg)                                       | Steiermark        | Deutschlandsberg           | Wirtschaftsingenieurwesen | 80      |
| HTBLuVA Graz Ortweinschule                                                                                          | Steiermark        | Graz                       | Grafik- und Kommunikationsdesign, Film, Fotografie, MultimediaArt, Innenarchitektur Raum- und Objektgestaltung, Produktdesign Präsentation, Bildhauerei Objektdesign Restaurierung, Keramik Art Craft, Schmuck Metall Design, Hochbau, Tiefbau, Holzbau, Bauwirtschaft | 1550    |
| HTL Kapfenberg | Steiermark        | Kapfenberg                 | Elektrotechnik, Industrielle IT, Mechatronik, Maschinenbau, Maschinen- und Anlagentechnik, Automatisierung und Robotik, Kunststoff- und Umwelttechnik, Luftfahrt-Aviation – Fachschulen für Maschinenbau und Mechatronik – Abend-HTL: Elektrotechnik, Maschinenbau, Automatisierungstechnik, Wirtschaftsingenieur Maschinenbau | 1000    |
| HTL Zeltweg | Steiermark        | Zeltweg und Trieben        | Standort Zeltweg: Maschinenbau: Maschinen- und Anlagentechnik; Bautechnik: Hochbau, Holzbau Standort Trieben: Maschinenbau: Fertigungstechnik, Abend-HTL für Automatisierungstechnik | 600     |
| HTBLA Kaindorf | Steiermark        | Kaindorf an der Sulm       | Informatik, Maschinenbau-Automatisierungstechnik, Robotik | 950     |
| HTBLA Kaindorf – Dislozierung Arnfels                                                                               | Steiermark        | Arnfels                    | Mechatronik | 120     |
| HTL Leoben | Steiermark        | Leoben                     | Materials, Logistik, Informationstechnologie & Smart Production | 430     |
| I-HTL Bad Radkersburg                                                                                               | Steiermark        | Bad Radkersburg            | Elektrotechnik, Regelungstechnik | 100     |
| HTBLuVa Voitsberg                                                                                                   | Steiermark        | Voitsberg                  | Maschineningenieurwesen-Fertigungstechnik mit verstärkter Informatik(CAD-CAM Engineering) | 100     |
| HTL Weiz | Steiermark        | Weiz                       | Automatisierungstechnik, Elektrotechnik, Maschinen- und Anlagentechnik, Umwelttechnik, Wirtschaftsingenieurwesen | 1000    |
| HTBLuVA Innsbruck Anichstraße                                                                                       | Tirol             | Innsbruck                  | Biomedizin- und Gesundheitstechnik, Elektronik und Technische Informatik, Elektrotechnik, Maschinenbau, Wirtschaftsingenieurwesen | 1500    |
| HTL Bau Informatik Design Innsbruck                                                                                 | Tirol             | Innsbruck                  | Hochbau, Tiefbau, Informatik, Kunst & Design; Abendschule für Bautechnik, Abendkolleg für Game Design und Usability Engineering; VA Baustoffe | 1050    |
| HTL Imst | Tirol             | Imst                       | Bautechnik, Innenausbau, IT-Kolleg | 550     |
| HTL Fulpmes | Tirol             | Fulpmes                    | Maschinenbau, Fertigungstechnik, Kunststofftechnik & Produktentwicklung | 200     |
| HTL Kramsach | Tirol             | Kramsach                   | Chemieingenieurwesen mit dem Ausbildungsschwerpunkt Chemische Betriebstechnik (seit 2013/14) | 320     |
| HTL Jenbach | Tirol             | Jenbach                    | Maschinenbau mit den Ausbildungsschwerpunkten Automatisierungstechnik und Anlagentechnik, Wirtschaftsingenieurwesen mit dem Ausbildungsschwerpunkten Maschinenbau, Gebäudetechnik | 500     |
| PHTL Lienz | Tirol             | Lienz                      | Mechatronik (Maschinenbau, Elektrotechnik, Informatik) | 330     |
| Höhere Technische Lehranstalt Bregenz                                                                               | Vorarlberg        | Bregenz                    | Maschinenbau-Automatisierungstechnik, Elektrotechnik, Maschinenbau-Kunststofftechnik, Fachschule Maschinenbau, Fachschule Elektrotechnik | 620     |
| HTBLuVA Dornbirn | Vorarlberg        | Dornbirn                   | Betriebsinformatik, Logistik, Maschinenbau, Produktmanagement und FutureTecs, Chemische Betriebs- und Umwelttechnik, Textilchemie, Mode und Produktionstechnik, Bekleidungswesen, Textiltechnik, Fachschule Informationstechnik, Fachschule Chemische Betriebstechnik | 1200    |
| Höhere Technische Bundeslehr- und Versuchsanstalt Rankweil                                                          | Vorarlberg        | Rankweil                   | Elektronik (Telekommunikation und Technische Informatik), Kolleg Elektronik, Fachschule Elektronik, Bautechnik (Hoch- und Tiefbau), Kolleg Innenraumgestaltung und Holztechnik; VA Bautechnik | 850     |
| HTBLuVA Wien 3 Camillo Sitte Lehranstalt (ex HTL Wien I, Schellinggasse, Fachrichtung Hoch-, Tiefbau u. Bautechnik) | Wien              | Wien 03 Landstraße         | Höhere und mittlere Technische Lehranstalt für Hochbau, Tiefbau und Bauwirtschaft; Versuchsanstalt für Bautechnik; VA Bautechnik | 1200    |
| HTL Wien 3 Rennweg (ex HTBLA Wien IV, Argentinierstraße)                                                            | Wien              | Wien 03 Landstraße         | Mechatronik, Informationstechnologie (Schwerpunkt: Netzwerktechnik, Medientechnik), Informationstechnik (Fachschule) | 1044    |
| HTBLA, BHAK u. BHAS Wien 3 Schulzentrum Ungargasse (ex HTBLA u. BHS Wien V, Geigergasse)                            | Wien              | Wien 03 Landstraße         | Wirtschaftsingenieurwesen, Informationstechnologie (Schwerpunkt: Netzwerktechnik), Maschinenbau (Fachschule), Lederdesign (Fachschule) – sowie die Schulformen BHAK und BHAS | 1000    |
| HTBLuVA Wien 5 Spengergasse                                                                                         | Wien              | Wien 05 Margareten         | Biomedizin- und Gesundheitstechnik, Informatik, Interieur- und Surfacedesign, Mediendesign, Wirtschaftsingenieurwesen; TGLA | 2600    |
| HTBL Wien 10 Ettenreichgasse (ex HTBL Wien X, Pernerstorfergasse)                                                   | Wien              | Wien 10 Favoriten          | Elektronik, Elektrotechnik, Maschineningenieurwesen, Mechatronik, Umwelttechnik | 1020    |
| HGBLVA – die Graphische                                                                                             | Wien              | Wien 14 Penzing            | Grafik und Kommunikationsdesign, Multimedia, Fotografie, Druck und Medientechnik; TGLA | 1360    |
| HTL Wien West (ex HTL Ottakring und HTBLA Wien I, Schellinggasse)                                                   | Wien              | Wien 16 Ottakring          | Elektronik, Informationstechnologie, Maschineningenieurwesen, Elektrotechnik, Computer- und Kommunikationstechnik | 1550    |
| HBLVA für chemische Industrie – Rosensteingasse                                                                     | Wien              | Wien 17 Hernals            | Biochemie, Leder u. Naturstoffe, Oberflächentechnik, Umwelttechnik, Chemie-Betriebsmanagement und Marketing; TGLA | 1000    |
| Technologisches Gewerbemuseum                                                                                       | Wien              | Wien 20 Brigittenau        | Biomedizin – und Gesundheitstechnik, Elektronik – Technische Informatik, Elektrotechnik, Informationstechnologie, Kunststofftechnik, Maschinenbau, Wirtschaftsingenieurwesen; TGLA | 3000    |
| HTL Donaustadt | Wien              | Wien 22 Donaustadt         | Regelungs- & Informationstechnik, Telekommunikationstechnik / Nachrichtentechnik, Informationstechnologie, Datenverarbeitung, Fachschule für Elektronik | 1300    |
| Österreichische Schule Shkodra                                                                                      | Shkodra, Albanien | Shkodra                    | Informationstechnologie: Medien-, System,- und Netzwerktechnik | 460     |

Sortierung nach amtlicher Gemeindekennzahl.